# Putsch in Chile 1973

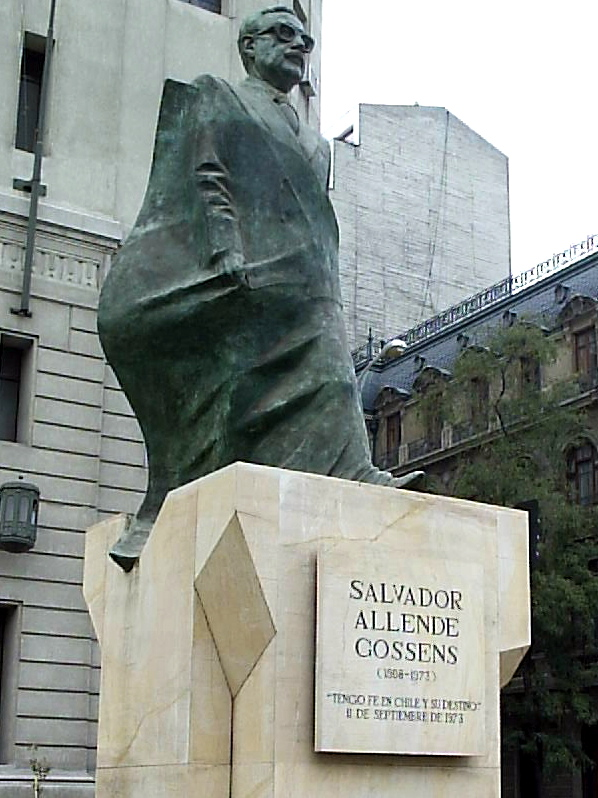
Statue Salvador Allendes neben der Moneda

Am 11. September 1973 putschte das Militär in Chile. Der drei Jahre zuvor demokratisch gewählte sozialistische Präsident Salvador Allende nahm sich das Leben, nachdem die Luftwaffe begonnen hatte, den Präsidentenpalast La Moneda zu bombardieren, und Militär in den Palast eingedrungen war. Eine Junta unter der Führung von Augusto Pinochet regierte Chile daraufhin bis zum 11. März 1990 als Militärdiktatur. Er war ein zentrales Ereignis im Kalten Krieg mit ähnlich symbolhafter Bedeutung wie die Revolution in Kuba.

## Vorgeschichte

### Regierung Allendes
Am 24. Oktober 1970, sieben Wochen nach der Volkswahl, bei der kein Kandidat die absolute Mehrheit erreichen konnte, war der Sozialist Salvador Allende vom Parlament (Nationalkongress), auch mit der Unterstützung der Christdemokraten, ins Präsidentenamt gewählt worden.
In den 1960er Jahren hatten politische Polarisierungen in Chile zugenommen. Allendes Vorgänger von 1964–1970, Eduardo Frei Montalva, hatte bereits tiefe soziale und ökonomische Reformen begonnen, etwa die Kupferbergwerke teilweise verstaatlicht (Kupfer war und ist Chiles wichtigstes Exportprodukt, siehe auch Wirtschaft Chiles). Allende führte diese Politik weiter und vertiefte sie. Neben der vollständigen und entschädigungslosen Verstaatlichung der großen Kupferbergwerke und der teilweisen Verstaatlichung von großen Banken und Industriebetrieben führte er auch eine umfassende Agrarreform durch.
Siehe auch: Geschichte Chiles

### Zunehmende politisch motivierte Gewalt: 1970–72
Am 8. Juni 1971 wurde der Christdemokrat und Ex-Minister Edmundo Pérez Zujovic ermordet. Die Tat wurde der linksradikalen Gruppe Vanguardia Obrero Popular (VOP) angelastet. Die Linksparteien warfen den Rechten vor, den Mord verübt zu haben, um die Christdemokraten von der Unterstützung Allendes abzubringen. Die genauen Hintergründe des Anschlages konnten nicht vollständig aufgeklärt werden. Im folgenden Jahr beendeten die Christdemokraten ihre Unterstützung für Allende und schlossen sich der rechten Opposition an.
Ende 1971 besuchte Kubas Präsident Fidel Castro vier Wochen lang Chile. Dadurch wurde in Chile wie international der Eindruck verstärkt, dass Chile dem kubanischen Modell einer sozialistischen Planwirtschaft folgte.
Die Proteste im Land schwollen an: Bauern protestierten gegen die Durchführung der Landverteilung, die Kollektive gegenüber Vertragsfarmern bevorzugte, und besetzten Ackerland, was Nahrungsmittelengpässe zur Folge hatte. 1972 mussten Lebensmittel rationiert werden und die Regierung war gezwungen, Devisen für die Einfuhr von Nahrungsmitteln aufzuwenden. Im Herbst 1972 streikten etliche Berufsgruppen, darunter Lastwagenfahrer, Bankangestellte, Arbeiter und Studenten, um eine Wende in der Wirtschaftspolitik zu erzwingen. Laut Berichten der New York Times wurden sie dabei teilweise durch geheime Finanzströme der CIA finanziert. Es kam zu Straßenschlachten. Allende rief den Notstand aus. Radikale rechte Gruppen verübten Terror und Sabotage. Es soll in Allendes Amtszeit insgesamt 600 Terroranschläge auf Eisenbahnen, Brücken, Hochspannungsleitungen und Pipelines gegeben haben.

### Entspannung und Wahlen
Die Einbindung des Militärs in die Regierung im November 1972 durch die Ernennung von General Carlos Prats zum Innenminister konnte die angespannte Lage für einige Monate beruhigen. Anfang 1973 konnten planmäßig Parlamentswahlen abgehalten werden. Aufgrund von Bevölkerungswachstum und Wahlrechtsausweitungen der Regierungen Frei und Allende beteiligten sich mit 3,7 Mio. Bürgern fast 1,3 Mio. mehr Menschen bei der Wahl als 1969. Auch die hohe Wahlbeteiligung von mehr als 81 % spiegelt die Politisierung der gesamten Gesellschaft wider.
Bei diesen Wahlen steigerte die Unidad Popular (UP) ihren Stimmenanteil noch einmal auf 44 % und erreichte damit das beste Ergebnis ihrer Geschichte, wobei innerhalb der UP die Sozialisten als radikalste Kraft am stärksten gewannen und die moderateren Kommunisten, Rechte und gemäßigte Parteien stagnierten. Die UP erhielt 67 von 150 Sitzen im Abgeordnetenhaus und verfehlte damit die angestrebte absolute Mehrheit. Der parlamentarische Zusammenschluss von Partido Nacional und Christdemokraten unter dem Namen DOCE erlangte mit 55 % der Stimmen eine Parlamentsmehrheit von 75 Abgeordneten und 13 von 25 Senatoren. Diese Patt-Situation besiegelte die politische Blockade: Präsident Allende konnte auf keine Mehrheit im Parlament bauen, aber andererseits war die vereinigte Opposition zu schwach, Allende des Amtes zu entheben oder die Verfassung zu ändern – für beides wäre eine Zweidrittelmehrheit im Parlament nötig gewesen. Wie geplant traten nach der ordnungsgemäßen Durchführung der Wahl die Militärs von ihren Ministerposten zurück.

### Endgültige Eskalation: Mai bis September 1973
Die letzte Phase der Regierung Allende war gekennzeichnet durch eine stetige Eskalation der politischen Konfrontation. Der Historiker Mario Góngora nannte diese Zeit einen „Bürgerkrieg ohne Waffen“ und verglich ihn mit den letzten Monaten der Spanischen Republik.
Schon in der Woche nach Allendes Wahl 1970 hatte sich die rechtsextreme Gruppe Patria y Libertad gegründet. Sie stand in vorderster Front im Straßenkampf gegen Gruppen der Kommunistischen und Sozialistischen Partei. Dutzende oder hunderte Menschen wurden Opfer der politischen Gewalt beider Seiten.
Auftakt war ein parlamentarischer Boykott, den die Opposition im Mai ausrief. Sie lehnte alle Regierungsvorlagen ohne Debatte ab und kritisierte die Regierung heftig.
Nachdem ein zweimonatiger Streik der Kupferarbeiter in El Teniente, dem zweitgrößten Bergwerk des Landes, im Juni beigelegt wurde, streikten im Juli 1973 erneut Fuhrunternehmer und Spediteure. Bei den Streiks arbeiteten einzelne Arbeitergruppen und Gewerkschaftsführer mit der Nationalen Partei und den Studenten der Pontificia Universidad Católica de Chile in Santiago zusammen. Die Mehrheit der Arbeiter dagegen unterstützte die Regierung immer noch.[Quelle?]
Am 29. Juni erfolgte ein erster Putschversuch, der unter dem Namen Tanquetazo berühmt wurde. Die Erhebung von Coronel Roberto Souper vom Regiment Blindado 2 kostete 22 Menschen das Leben, doch Heeresführer Prats blieb loyal zur Regierung.
Am 26. Juli wurde der Offizier Arturo Araya Peters auf seinem Balkon erschossen. Die Opposition berichtete, die Täter seien kubanische Agenten und Mitglieder von Allendes Leibwächtern Grupo de Amigos Personales (GAP). Tatsächlich steckte die Patria y Libertad hinter dem Anschlag. Die Mörder Guillermo Claverie, Adolfo Palmer und Guillermo Bunster wurden verhaftet, gingen jedoch unter der späteren Diktatur straflos aus.[Quelle?]
Als im Juli ein letzter Versuch einer Einigung mit den Christdemokraten gescheitert war, berief Allende am 9. August erneut Militärs in sein Kabinett. Doch diesmal waren es nicht einzelne Generäle, sondern alle vier Oberkommandierenden der Teilstreitkräfte, daher der Name Gabinete de Comandantes en Jefe in der Presse. Carlos Prats (Heer) wurde Verteidigungsminister, außerdem wurden Raúl Montero (Marine), César Ruiz (Luftwaffe) und José María Sepúlveda (Carabineros de Chile) berufen. Die politische Gesinnung innerhalb des Militärs hatte sich jedoch gewendet und verfassungstreue Generäle wie Prats gerieten zunehmend unter Druck. Diese Ernennungen führten zum endgültigen Bruch zwischen Allende und den radikalen Linken. Die MIR etwa sprach von einer „Kapitulation Allendes“ und nannte ihn fortan nicht mehr „compañero“, sondern „señor“. Aber auch Allendes eigene Partei stand immer mehr in offenem Konflikt zu ihm.
Mitte August reiste der sich im Ruhestand befindliche chilenische Admiral Roberto Kelly in geheimer Mission in das von einem Militärregime regierte Brasilien. Die Putschisten befürchteten, Peru könnte den Staatsstreich dazu nutzen, einige umstrittene Gebiete an der peruanisch-chilenischen Grenze zu besetzen. Das brasilianische Regime hatte ausreichend Informationen, um ihn zu beruhigen. Damit hatten die Putschisten „grünes Licht“, wenn sie die Mehrheit der anderen Militärs in Chile hinter ihrem Ziel vereinen konnten.
Am 22. August sprach der Kongress in einer symbolischen Geste Allende mit 81 zu 47 Stimmen (die UP hatte im März noch 62 Sitze gewonnen) das Misstrauen aus und forderte die Generäle zum Rücktritt auf. Diese folgten dem Aufruf des Parlaments und traten von Ministerposten und auch als Oberkommandierende zurück. Nachfolger von Prats als Heereschef wurde General Augusto Pinochet, den Prats als verfassungstreu empfohlen hatte, neuer Luftwaffenbefehlshaber wurde Gustavo Leigh. Schon am 26. Mai hatte das Verfassungsgericht der Regierung vorgeworfen, seine Urteile nicht umzusetzen und die Justiz zu behindern.
Laut Allendes Sekretär plante dieser bereits einige Tage vor dem Putsch ein Plebiszit über den Verbleib der Regierung im Amt. Darüber soll Augusto Pinochet informiert worden sein, der Allende daraufhin riet, die Ankündigung dafür auf den 11. September zu vertagen. Dadurch gab es keine Möglichkeit mehr die Abstimmung durchzuführen. Einige Gegner der Regierung unter Allende bezweifeln, dass dieser ein Plebiszit plante.

## Ablauf des Putsches
Im Morgengrauen des 11. Septembers 1973 begann der Putsch der Streitkräfte Chiles, in dessen Verlauf die demokratisch gewählte Regierung Chiles gestürzt wurde. Das in den Präsidentenpalast eindringende Militär fand Allende mit einer Schusswunde im Kopf tot auf.

### Die ersten Stunden des Putsches aus der Sicht Allendes

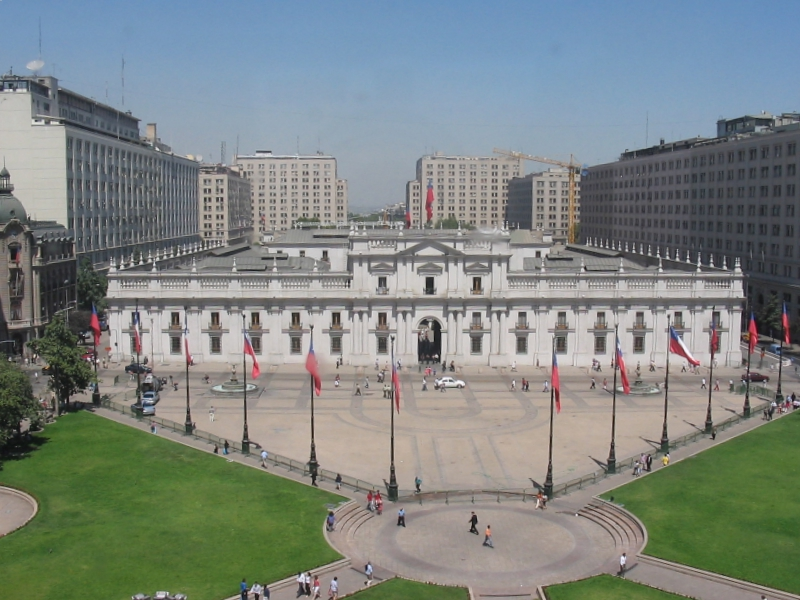
Präsidentenpalast La Moneda im November 2006

Am 11. September 1973 wurde Präsident Salvador Allende um 06:20 Uhr durch das Telefon geweckt. Er erhielt die Nachricht, die Flotte in Valparaíso, der größten Hafenstadt Chiles, habe sich gegen ihn erhoben und fordere seinen Rücktritt. Allende versuchte sofort, den Oberbefehlshaber der Streitkräfte General Augusto Pinochet zu erreichen – dieser meldete sich nicht. Allende begab sich mit seinem Kabinett und einigen Freunden und Familienangehörigen in den Präsidentenpalast La Moneda, darunter zwei seiner Töchter, sein Arzt, die Leibwache des Präsidenten und seine Privatsekretärin und langjährige Geliebte Miria Contreras. Nur der Verteidigungsminister Orlando Letelier war nicht anwesend – er war bereits von den Putschisten festgenommen worden.
Um 8 Uhr wurde eine Erklärung der Putschisten, die sich als Militärregierung bezeichneten, im Radio verlesen. Erst hier gab sich General Pinochet als Putschist zu erkennen. Wenige Minuten später erhielt Allende einen Anruf der Putschisten – sie forderten seinen Rücktritt und würden ihm im Gegenzug erlauben, sofort mit seiner Familie außer Landes zu fliegen. Er lehnte dies entschlossen ab. Um 09:30 Uhr drohten die Putschisten mit der Bombardierung La Monedas. Allende forderte die Carabineros-Palastgarde und alle Unbewaffneten auf, das Gebäude zu verlassen. Er selbst blieb mit wenigen Getreuen zurück und bereitete sich auf seinen letzten Kampf vor.

### Die letzte Rede Allendes
Am 11. September gegen elf Uhr morgens hielt Präsident Allende seine letzte Rede im Radio. Die Luftwaffe hatte schon die meisten regierungstreuen Radiostationen bombardiert und nur noch einzelne sendeten Allendes letzte Worte an das chilenische Volk.

„Mit Sicherheit ist dies die letzte Gelegenheit, mich an Sie zu wenden. […] Mir bleibt nichts anderes, als den Arbeitern zu sagen: Ich werde nicht aufgeben! In diesem historischen Moment werde ich die Treue zum Volk mit meinem Leben bezahlen. […] Sie haben die Macht, sie können uns überwältigen, aber sie können die gesellschaftlichen Prozesse nicht durch Verbrechen und nicht durch Gewalt aufhalten. Die Geschichte gehört uns und sie wird durch die Völker geschrieben. Arbeiter meiner Heimat: Ich möchte Ihnen für Ihre Treue danken. […] Es lebe Chile! Es lebe das Volk! Es leben die Arbeiter! Dies sind meine letzten Worte und ich bin sicher, dass mein Opfer nicht umsonst sein wird, ich bin sicher, dass es wenigstens ein symbolisches Zeichen ist gegen den Betrug, die Feigheit und den Verrat.“

### Angriff auf die Moneda
Ab 11:55 Uhr griffen Kampfjets der Fuerza Aérea de Chile vom Typ Hawker Hunter den Präsidentenpalast La Moneda an. Auch regierungsfreundliche Radiosender sowie einige Viertel der Hauptstadt, in denen mehrheitlich Aktivisten und Sympathisanten der Unidad Popular wohnten, sollen bombardiert worden sein. Die DDR Dokumentarfilm-Regisseure Walter Heynowski und Gerhard Scheumann befanden sich für Dreharbeiten zu dieser Zeit in Santiago de Chile. Sie waren in einem Hotel gegenüber dem Präsidentenpalast untergebracht. Deshalb gelangen ihrem Kameramann Peter Hellmich vom Balkon aus die einzigen Filmaufnahmen vom Beschuss der La Moneda.
Erstes Opfer des Putsches wurde einer der engsten Freunde des Präsidenten, der bekannte Journalist und Leiter des Fernsehsenders Canal 7, Augusto Olivares („El Perro“). Dieser nahm sich im Erdgeschoss der Moneda mit einem Sturmgewehr das Leben. Mitten im Chaos ordnete Allende eine Schweigeminute für diesen an.

### Der Tod Allendes
Gegen 14 Uhr begann die Armee mit der Erstürmung des Palastes. Nach kurzem Gefecht ordnete Allende die Kapitulation an. Nur er selbst blieb im „Saal der Unabhängigkeit“ zurück und beging dort Suizid. Seine Selbsttötung wurde durch seine Ärzte Patricio Guijón und José Quiroga bezeugt, die den Suizid beobachteten. Neben den beiden überlebenden Ärzten wurden fünf weitere Personen des näheren Umfelds Allendes Augenzeugen seines Suizides:
- Arsenio Poupin Oissel – Kabinettsmitglied, wenige Tage später ermordet
- Enrique Huerta Corvalán – Verwaltungsdirektor der Moneda, wenige Tage später ermordet
- David Garrido – Sicherheitsbeamter, Überlebender
- Ricardo Pincheira – Sicherheitsbeamter, Überlebender
- Pablo Manuel Zepeda Camillieri – Mitglied der Garde des Präsidenten, Überlebender

Trotzdem glaubten einige Anhänger, Allende sei von eingedrungenen Soldaten erschossen worden, die dann einen Selbstmord inszeniert hätten. Im Jahre 1990, nach Ende der Militärdiktatur, wurde der Suizid des Präsidenten durch eine erneute Obduktion bestätigt, deren Ergebnisse im Einklang mit den Aussagen der Augenzeugen sowie des polizeilichen Untersuchungsberichts stehen. Seine Angehörigen (Ehegattin, Tochter) bestätigten diesen Ablauf.
Dennoch wurden immer wieder Zweifel an den Todesumständen geäußert, die am 23. Mai 2011 zu einer Exhumierung von Allendes sterbliche Überreste führten, um endgültig seine Todesursache zu klären. Mitte Juli 2011 gab die chilenische Behörde für Gerichtsmedizin bekannt, dass sich Allende im Zuge des gewaltsamen Umsturzes selbst mit einer Kalaschnikow erschossen habe. Dabei sei die Waffe auf Dauerfeuer gestellt gewesen, weshalb sich insgesamt zwei Schüsse lösten. Es gebe laut dem Ergebnis des internationalen Expertenteams keinerlei Hinweise, dass eine zweite Person in seinen Tod verwickelt gewesen sei. Damit wurden die Aussagen der Augenzeugen erneut bestätigt.

## Menschenrechtsverletzungen

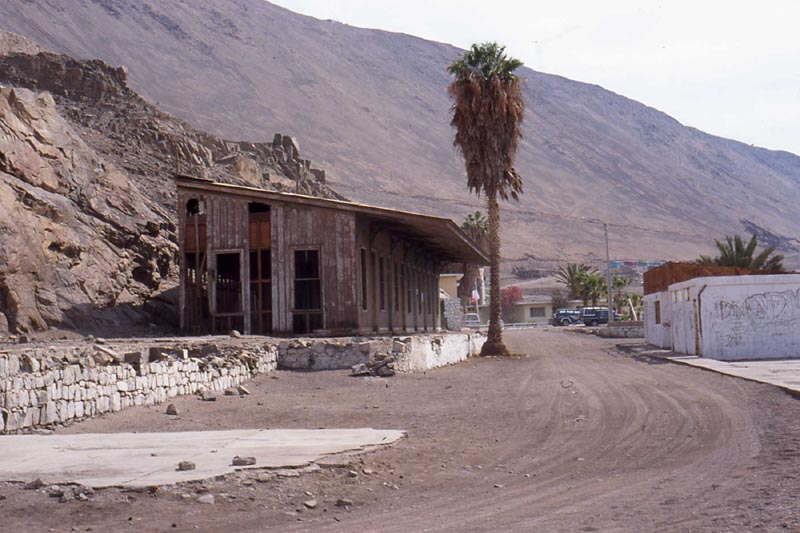
Ehemaliger Bahnhof Pisagua – rechts Reste des ehemaligen Konzentrationslagers des Pinochet-Regimes

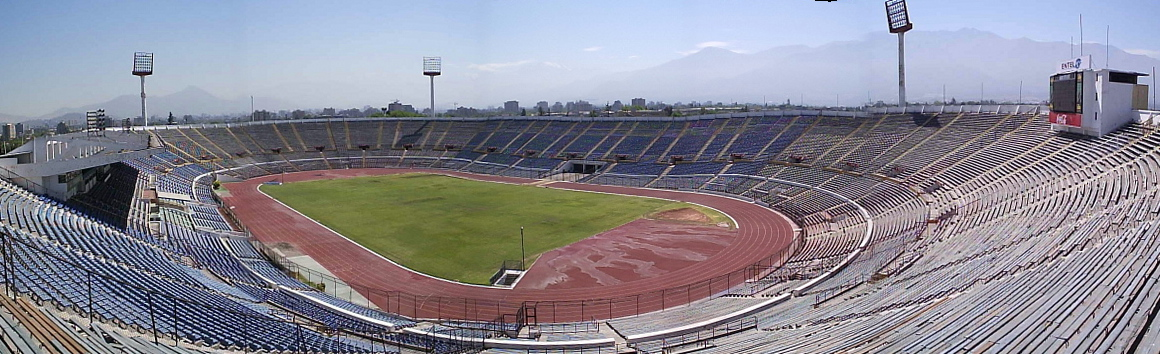
Das Estadio Nacional heute

Unmittelbar nach dem Putsch gab es die meisten Opfer, sowohl von Folterungen wie von politischen Morden. Allein am 11. September wurden 2.131 Menschen aus politischen Gründen verhaftet, bis Ende des Jahres waren es 13.364. 43 % der Opfer wurden von Carabineros (Polizisten) verhaftet und weitere 30 % von Soldaten des Heeres (der Rest meist von Angehörigen von Luftwaffe und Marine oder Geheimdiensten). Opfer waren vor allem Mitglieder und Sympathisanten von Regierung, Linksparteien und Gewerkschaften. Die Festnahmen erfolgten meist in Fabriken, Universitäten und Gebäuden von Regierung, Linksparteien und Gewerkschaften. Oft wurden fast alle Anwesenden massenweise verhaftet. Öffentliche Gebäude wie Stadien, Konferenzhallen und Schulen wurden zu Lagern umgerüstet. Der berühmteste Fall ist das Estadio Nacional, in dem alleine mehr als 40.000 Gefangene zusammengetrieben worden sind. Darüber hinaus gab es Lager in Pisagua und Chacabuco, und die berüchtigte Colonia Dignidad wurde ebenfalls zu Folterungen benutzt. Den Gefangenen wurde Kontakt mit einem Anwalt oder ihrer Familie genauso verweigert wie ein Prozess. Die Familien wurden über den Verbleib der „Verschwundenen“ im Ungewissen gelassen. Das Ende dieser „ersten Phase“ wurde durch die Schließung des Lagers im Estadio Nacional im November eingeleitet. Parallel wurde das größte Geheimgefängnis „Londres 38“ eröffnet und informell die Dirección de Inteligencia Nacional (DINA) gegründet, der wichtigste Inlands-Geheimdienst im Zeitraum von 1974 bis 1977. Führende Mitglieder der DINA waren Absolventen der US-amerikanischen Militärakademie School of the Americas, die wiederholt wegen der Ausbildung lateinamerikanischer Militärs in Unterdrückungs- und Foltertechniken unter scharfe Kritik geriet. Selbst für die chilenischen Maßstäbe galt die DINA in ihren Methoden als außergewöhnlich brutal.
Im Nationalstadion von Santiago wurden die Opfer interniert, viele von ihnen gefoltert und getötet. Insgesamt wurden vermutlich etwa 3197 (gesicherte Anzahl der Opfer) bis 4000 Menschen während der Diktatur ermordet, der Großteil davon in den Wochen nach dem Putsch. Etliche Menschen verschwanden spurlos und auf bis heute ungeklärte Weise. Etwa 20.000 Menschen flohen noch 1973 ins Ausland. Die Hauptverwaltung Aufklärung (HV A) im Ministerium für Staatssicherheit der DDR half im Herbst 1973 bei der Ausschleusung führender chilenischer Linkspolitiker, etwa von Carlos Altamiranos, nach Argentinien.
Als Todeskarawane erlangte ein Exekutionskommando unter Kommandant Arellano Stark traurige Berühmtheit. Als Pinochet persönlich unterstellter und später zum General ernannter Offizier ermordeten er und seine Soldaten im ganzen Land 75 bereits verhaftete Regimegegner.
Nach den bürgerkriegsähnlichen, von unglaublicher und massenhafter Gewalt seitens der Militärs geprägten Wochen nach dem Putsch mit tausenden Toten ging das Regime in den nächsten Jahren dazu über, die politische Opposition auszuschalten. Hunderte Menschen wurden entführt, gefoltert oder „auf der Flucht erschossen“. Tausende wurden zwangsweise des Landes verwiesen oder in abgelegene Landesteile im Norden oder Süden verbannt. Nach 1977 war praktisch jeder Widerstand ausgeschaltet, alle Gegner ermordet, im Ausland oder eingeschüchtert.

### Schätzung der Opferzahlen durch Zeitzeugen
Für die Zeit unmittelbar nach dem Putsch sind die Berichte über die begangenen Verbrechen oft lückenhaft oder fehlen ganz. Etwa ab 1976 sind die Verbrechen dagegen relativ gut dokumentiert. Die Schätzungen über die Opferzahlen variieren deshalb sehr stark. Die Schätzung von Amnesty International mit bis zu 30.000 Toten alleine im ersten Jahr der Diktatur ist wohl aus heutiger Sicht als zu hoch anzusehen. Interessant ist, dass die US-Botschaft immerhin von 5.000 Ermordeten ausgeht.
Nach der Rückkehr zur Demokratie dokumentierte die Rettig-Kommission die politischen Morde der Militärjunta. Ein aktualisierter Abschlussbericht aus dem Jahre 1996 dokumentiert 3.197 Morde mit biographischen Daten. Die Zahl der Opfer des Militärregimes dürfte also zwischen 3.200 und 4.000 liegen. Davon wurde die überwiegende Zahl innerhalb der ersten Tage und Wochen nach dem Putsch ermordet.
Ende Oktober 1973 hatte die Junta ein „Weißbuch“ herausgegeben, in welchem sie von ihren eigenen Gewalttaten abzulenken versuchte und angeblich unter Allende begangene wirtschaftspolitische Fehler und politische Morde auflistete. Unter Allendes Unidad-Popular-Regierung war es allerdings niemals zu Mord und Folter an politischen Gegnern gekommen, im scharfen Gegensatz zum Regime der Militärjunta.
| Quelle                                              | Datum der Schätzung | Tote             |
| --------------------------------------------------- | ------------------- | ---------------- |
| CIA-Direktor William Colby                          | Oktober 1973        | 2.000 – 03.000   |
| Amnesty International                               | September 1974      | 5.000 – 30.000   |
| amerikanische Botschaft in Santiago                 |                     | ca. 5.000        |
| Vicaría de la Solidaridad                           |                     | mindestens 1.200 |
| Agrupación de Familiares de Ejecutados              |                     | ca. 2.500        |
| Interamerikanische Menschenrechtskommission der OAS |                     | ca. 1.500        |

## Verdeckte Operationen der CIA in Chile
Im Herbst 1963 hatte die Kennedy-Regierung entschieden, aktiv gegen Allendes Kampagne vorzugehen und im März 1964 begann eine verdeckte Operation zur Unterstützung der Christdemokratischen Partei Chiles (spanisch: Partido Demócrata Cristiano de Chile, abgekürzt PDC) für die Präsidentschaftswahl am 4. September 1964. Der Kandidat der PDC, Eduardo Frei, gewann die Wahl. Als 1969 Richard Nixon zum Präsidenten der USA gewählt wurde und Henry Kissinger zu seinem einflussreichen Sicherheitsberater aufstieg, wurde die direkte und illegale Einflussnahme im Namen der „Realpolitik“ auf ganz Lateinamerika deutlich stärker – auch auf Chile. Nachdem die USA die Wahl Allendes 1970 trotz Wahlkampfbeeinflussung für mehr als 7 Millionen US-Dollar nicht verhindern konnten, versuchten sie, noch vor dessen Amtseinführung die Militärs zum Putsch zu bewegen, was jedoch scheiterte. Sie wendete sowohl offizielle Mittel wie massiven Druck des Botschafters auf die Christdemokraten (Track One) als auch massive Geheimoperationen der CIA (Track Two) an.
Die streng geheimen Operationen, intern als Project Fubelt bezeichnet, sollten bis zu 10 Millionen Dollar kosten. Weder Außenminister William P. Rogers noch Verteidigungsminister Melvin Laird noch der US-Botschafter in Santiago, Edward M. Korry noch die CIA-Führung in Chile wurden informiert. CIA-Direktor Richard Helms sagte später über die Operation: „Niemals in meiner Karriere als CIA-Chef habe ich eine derartige Geheimhaltung erlebt und niemals eine derartig unbeschränkte Macht gehabt.“ Das Project FUBELT gipfelte im ersten politischen Mord in Chile seit der Ermordung von Diego Portales im Jahre 1837. Der Oberkommandierende des Heeres, René Schneider, war zwar den USA freundlich gegenüber eingestellt, einer langen Tradition chilenischer Militärs nach aber verfassungstreu (die sogenannte Schneider-Doktrin). Am 22. Oktober 1970 wurde er bei einem Entführungsversuch von Juan Luis Bulnes Cerda, Diego Izquierda Menéndez und Jaime Megoza Garay angeschossen und starb drei Tage später. Verstrickt in den Mord waren zahlreiche hohe chilenische Militärs wie Heeresgeneral Camilo Valenzuela und Roberto Viaux, die Maschinengewehre und Tränengasgranaten stammten von der CIA. Der Versuch einer Destabilisierung des Landes scheiterte fulminant: Noch bevor Schneider starb, wurde Allende zum Präsidenten ernannt und alle politischen Kräfte unterstützten die Schneider-Doktrin.
Der Mord an René Schneider wurde u. a. bald darauf vom chilenischen Liedermacher Víctor Jara in seinem Lied Las casitas del barrio alto thematisiert.
Der Historiker Christopher Andrew schrieb, dass Forschungen von Kristian Gustafson 2007 gezeigt hätten, dass die Behauptung, die CIA habe den Sturz von Allende und den Aufstieg seines Nachfolgers Augusto Pinochet inszeniert, falsch sei. Die CIA wusste, dass ein Umsturz vorbereitet wurde, war aber nicht direkt an den Planungen beteiligt und erfuhr erst kurz vor dem Putsch von der geplanten Machtübernahme. Stephen M. Streeter schrieb 2023, bis praktisch zur letzten Stunde vor dem eigentlichen Putsch seien US-Beamte im Unklaren darüber geblieben, ob ein Putsch stattfinden würde und die vorliegenden Beweise würden nicht auf eine direkte Beteiligung der Vereinigten Staaten hindeuten. Piero Gleijeses schrieb, die Unterstützung der Vereinigten Staaten sei zwar indirekt, aber wichtig gewesen. Technisch gesehen habe das chilenische Militär auf eigene Faust gehandelt, aber die CIA hatte eine Destabilisierungskampagne durchgeführt und Gruppen unterstützt, die einen Staatsstreich anstrebten. In den Worten von Peter Kornbluh scheint die CIA „nach der engsten Definition von ‚direkter Rolle‘ - Bereitstellung von Planung, Ausrüstung, strategischer Unterstützung und Garantien“ nicht an den gewaltsamen Aktionen des chilenischen Militärs beteiligt gewesen zu sein. Die CIA schuf jedoch, so Henry Kissinger, „die bestmöglichen Bedingungen [für einen Putsch]“. Kissinger erklärte gegenüber dem algerischen Präsidenten Houari Boumedienne, dass die Welt den Vereinigten Staaten zu viel Anteil am Sturz von Allende gegeben habe. Dieser Einschätzung stimmte die Historikerin Tanya Harmer zu.

## Internationale Reaktionen auf den Putsch
Die CIA hatte den Bundesnachrichtendienst bereits einige Tage vor dem geplanten Putsch unterrichtet. Laut dem CIA-Agenten Jack Devine, der zu dieser Zeit verdeckt in Santiago de Chile operierte, erfuhr er am 9. September von seinen Quellen beim chilenischen Militär vom Zeitplan für den Putsch und informierte umgehend das Hauptquartier, das wiederum das Weiße Haus in Kenntnis setzte. Der Bundesnachrichtendienst soll es jedoch unterlassen haben, den damaligen Bundeskanzler Willy Brandt vom geplanten Umsturz zu unterrichten. Mit Alfred Spuhler, einem Stasi-Spion im BND, war die Information jedoch in die DDR gelangt. Eine Warnung aus Ost-Berlin an Allende kam zu spät. In der Folgezeit wurden zahlreiche politisch verfolgte Linke durch das MfS aus Chile ausgeschleust und in die DDR gebracht, wo sie Asyl erhielten. Prominentestes Beispiel ist Carlos Altamirano, Generalsekretär der Sozialistischen Partei Chiles. Die DDR nahm insgesamt ca. 2000 Flüchtlinge auf, verurteilte den Putsch und zog kurz darauf ihren Botschafter in Chile ab. Die Bundesrepublik Deutschland bot mehr als 4000 Flüchtlingen Asyl.
Gegen den Militärputsch und die in seinem Zuge begangenen Menschenrechtsverletzungen erhoben sich weltweit Proteste in den Industrieländern. Die schon vor dem Putsch existierenden Bemühungen, in Europa Solidarität mit der chilenischen Linken zu organisieren, wurden dadurch gestärkt und verbanden sich mit den Massenprotesten zu einer großen Solidaritätsbewegung mit Chile.  In der DDR organisierte der Verband Bildender Künstler der DDR eine Grafik-Solidaritätsaktion „Helft Chile“, an der sich viele Künstler beteiligten. Amnesty International setzte sich hartnäckig für die Freilassung politischer Gefangener und die Aufklärung des Verbleibs der gewaltsam spurlos „Verschwundenen“ ein, die als Desaparecidos bekannt wurden.
Trotz internationaler Empörung über die Grausamkeit des Pinochet-Regimes unterstützten die USA die Diktatur weiterhin. So erhielten die Putschisten 1976 eine direkte Hilfe von 290 Millionen US-Dollar von den Vereinigten Staaten.

### Hilfe für Flüchtlinge in beiden deutschen Staaten
In der Hauptstadt Santiago flüchteten hunderte Menschen auf das Gelände der deutschen Botschaft. Es gab Drohungen von Militärs, das Gelände zu stürmen.
Der Frankfurter Oberbürgermeister Rudi Arndt (1927–2004, (SPD)) entschied, dass Frankfurt chilenische Flüchtlinge aufnehme. Er ließ Unterkünfte in Wohnheimen und Deutschkurse vorbereiten. Der DGB-Landesvorstand beauftragte Dieter Hooge mit der Koordination der Hilfe. Arndt bewog die Lufthansa dazu, chilenische Flüchtlinge kostenlos nach Frankfurt auszufliegen. Piloten und Flugbegleiter erklärten, dass sie freiwillig und ohne Lohn die Flüchtlinge ausfliegen werden.
Am 7. Dezember traf das erste Flugzeug in Frankfurt ein. Die Bundesrepublik nahm insgesamt über 4.000 Flüchtlinge auf; die DDR etwa 2.000.
Aus Anlass des 40. Jahrestags des Putsches gegen Allende analysierte der Berliner Historiker Georg J. Dufner die Beziehung der beiden deutschen Staaten zu Chile.

## Audiovisuelle Medien
- Michael Trabitzsch: Der letzte Tag des Salvador Allende. (Film, D, 2004, 80 min)
- Vermisst (Film, USA, 1982, 122 min)
- Der Übergang (DEFA-Spielfilm, DDR 1978, Regie: Orlando Lübbert, nach einem Szenarium von Wolfgang Kohlhaase)
- Es regnet über Santiago (F/BUL 1975, Il Pleut sur Santiago/Nad Santiago wali, Regie: Helvio Soto)
- BND gegen Stasi – Deutsche Geheimdienste und Diplomaten in Chile '73. MDR / Das Erste (Fakt), Dokumentarfilm, Deutschland, 36 Min., Regie/Drehbuch: Christian Bergmann, Tom Fugmann[49]